# Pierre Dubuc alias Pierre III du Buc-Richard
 (septembre 2016).
Améliorez-le ou discutez des points à vérifier. 
 (juillet 2013).
- Si vous ne connaissez pas le sujet, laissez ce bandeau (vous pouvez alors contacter les auteurs).
- Si vous supprimez le contenu mis en cause (vous pouvez préalablement contacter les auteurs),

argumentez précisément cette suppression dans la page de discussion
(un manque de référence n'est pas un argument ; une recherche réelle de référence doit avoir été effectuée, être formellement documentée).
 (janvier 2015).
Pierre Dubuc, alias du Buc-Richard, IIIe du nom, chevalier, sieur de La Caravelle, né le 13 juin 1640 au château de Guéville, en Normandie, et mort en 1708, à La Trinité, en Martinique, est un colonel de milice, flibustier, contrebandier, armateur négrier, colon esclavagiste et propriétaire d'habitations coloniales. Il fonde l'une des toutes premières dynasties de planteurs de sucre de la Martinique, après avoir été l'un des meneurs dans la guerre de 1658 contre les Indiens caraïbes, puis de la guerre de la Ligue d'Augsbourg, dans les Antilles.

## Biographie

### Le fils d'un colon de la première vague
Pierre Dubuc naît le 13 juin 1640 au château de Guéville, sur la commune normande de Trouville-la-Haule, dans l'Eure, à 20 km au sud de Rouen.
En 1636, son père Jean-François-Robert Dubuc-Richard, également sergent royal, avait fait partie du groupe de 15 personnes, dont Jean du Plessis d'Ossonville, Constant d'Aubigné, et Charles Liènard de l'Olive, mené par le futur général Jacques Dyel du Parquet, qui arrive à Saint-Pierre de la Martinique. Jean François Dubuc était marié à Jeanne L'Huillier. Duplessis d'Ossonville, de l'Olive, et Dubuc repartent pour la Guadeloupe.
Sur les recommandations de son père qui est un officier du roi, Pierre Dubuc s'engage à 14 ans comme cadet dans le "Régiment du Grand Maître de Malte" (de 1654 à 1657) où il passe rapidement lieutenant.

### Le duel puis la fuite aux Antilles
En 1657, lors d'une permission, et âgé de seulement 17 ans, une rixe l'oppose à son cousin le chevalier Antoine de Biencourt, au sujet d'un projet de mariage. Lors d'un duel près du manoir familial situé à Cricquebeuf-la-Campagne, ce dernier est tué par Pierre du Buc. Les duels étant interdits en France depuis l'époque de Richelieu, il sait qu'il sera condamné à mort et subira la dérogeance (perte de noblesse). Afin d'éviter d'être arrêté par les Mousquetaires de Fouquet et Mazarin, il se cache tout d'abord dans le château de son grand-père Jean du Buc, appartenant depuis peu à son cousin Jean Le Héricy de Fierville. Puis, sur un conseil de son père Jean-François du Buc, Pierre part pour Dieppe où il réussit à embarquer pour un navire en partance pour les Antilles, en signant un contrat d'engagé. Ce système ressemblant à un esclavage déguisé obligé le contractant à travailler pendant 36 mois, puis recevait des hectares de terre aux Antilles pour s'installer comme colon. Ainsi, ayant perdu sa noblesse, il change son patronyme et devient Pierre Dubuc, « engagé, soldat et sucrier-planteur à la Martinique ». Il est ensuite condamné à être pendu haut et court jusqu’à ce que mort s’ensuive pour cause d’assassinat d’un noble, tentative d’enlèvement, troubles à l’ordre public, et maraude.
Arrivé sur l'île de Saint-Christophe, près de la Guadeloupe, l'engagé Pierre Dubuc obtient la signature de sa libération par son maître en le menaçant d’un couteau. Il réussit ensuite à prendre un bateau en direction de la Guadeloupe, puis de la Martinique, où il remet la lettre de recommandation de son père au général Jacques Dyel du Parquet afin d'être caché et protégé. Il devient alors le « contrebandier Dubuc » avant de s'engager, en 1658, comme soldat dans la milice.

### La guerre de 1658 contre les indiens caraïbes
Les Kalinagos (Caraïbes), « indiens » autochtones, vivent dans la moitié nord-est de l'île, la région nommée alors Cabesterre ou Capesterre ("Terres des caps"), qui recouvre le nord atlantique et le centre de la Martinique et comprend les communes actuelles du François, du Robert, de Trinité, du Gros-Morne, de Sainte-Marie, du Marigot, du Lorrain, de Basse-Pointe et de Macouba. Une carte d'époque montre que la moitié de la Martinique est encore aux mains des indiens en 1657.
En 1658, à la mort du général Jacques Dyel du Parquet, qui avait acheté l'île en 1651, Marie-Bonnard, veuve de Dyel du Parquet, entreprend des démarches pour assurer la possession de l'île à ses fils Jean-Jacques Dyel d'Esnambuc (huit ans) et Louis Dyel du Parquet (cinq ans) et se fait nommer régente, s'attirant la haine des colons normands.
Les mécontents, dirigés par Médéric Rools, sieur de Gourselas, que du Parquet avait choisi comme lieutenant en 1653, forcent Mme du Parquet à expulser son bras droit M. de Maubrey vers Antigua puis l'emprisonnent, mais la cohabitation avec les Amérindiens dégénère.
À la suite d'une altercation, il fut convenu d'attaquer avec six cents hommes les indiens qui avaient constamment occupé la Capesterre, avec la bénédiction du père Bonin, supérieur des Jésuites, et du Père Boulongne, dominicain. Après la victoire contre les indiens, Médéric Rools, sieur de Gourselas fit arrêter ses lieutenants, Beausoleil, les deux frères Vigeon et de Plainville.

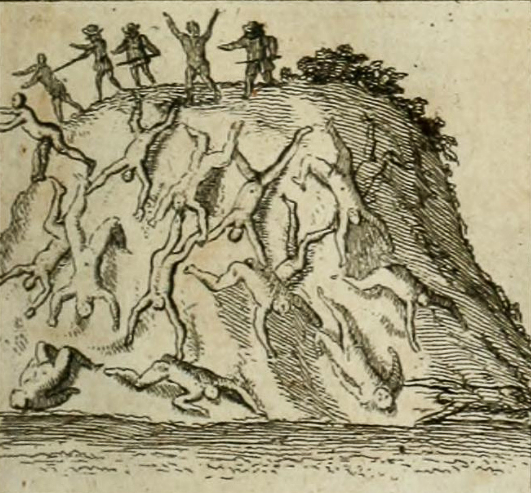
Attaque des colons européens contre les autochtones caraïbes.

Engagé comme soldat dans la milice depuis 1658, Pierre Dubuc participe à plusieurs de ces expéditions contre les Caraïbes. Ces derniers, retranchés sur la presqu'île de La Caravelle, sont vaincus lors des combats de la Case-du-Borgne, près de la ville de Sainte-Marie de la Martinique. Dès lors, l'île passe entièrement sous le contrôle des colons. En récompense de ses exploits, Pierre Dubuc reçoit en 1661 une première concession au Marigot, puis, par une autre à la Trinité où « le planteur-sucrier Dubuc » s'installe et fonde un village et une première sucrerie. Il deviendra l'un des plus grands planteurs de l'île.

### Les plantations de cacao et de sucre

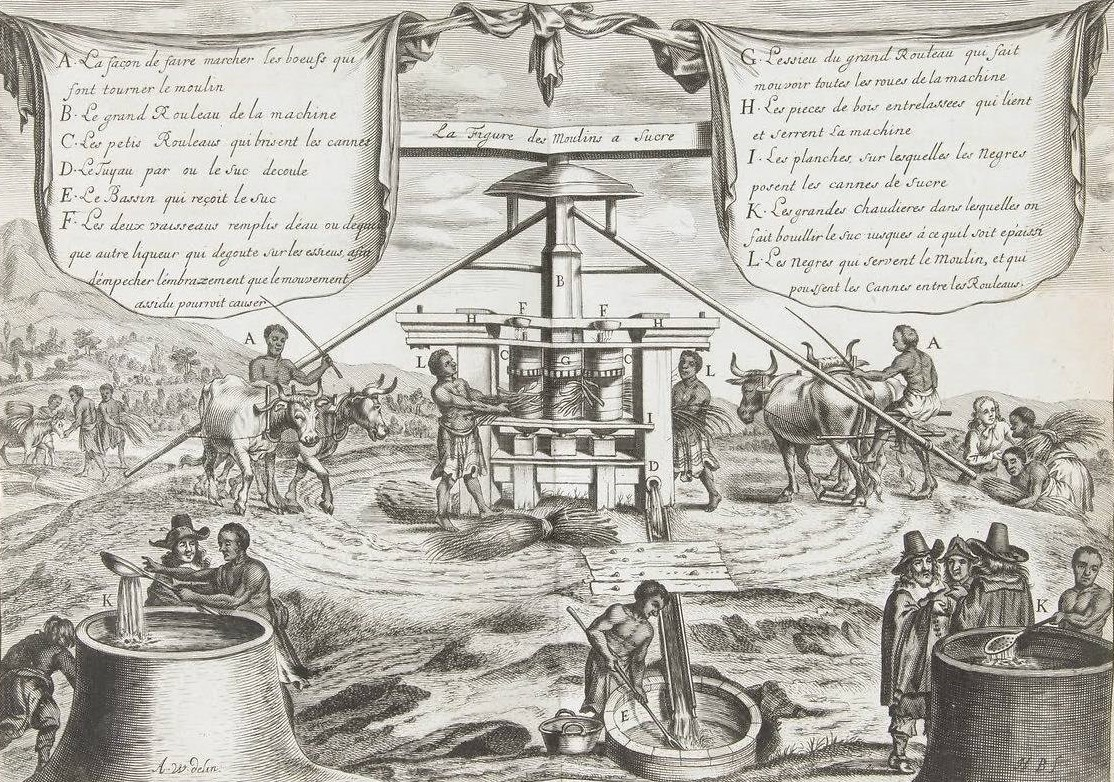
Travail des esclaves dans le moulin à sucre, 1681, par César de Rochefort.

En 1661, Pierre Dubuc obtient donc une première concession, mitoyenne aux moines jacobins, au Marigot, sur les territoires conquis dans la région sauvage "nord atlantique" de l'île. Il s'y initie à la culture du cacao grâce au travail des esclaves noirs importés d'Afrique, et de quelques engagés blancs, les derniers Indiens caraïbes ayant été déportés à Saint-Vincent et à La Dominique. En 1671, ses propriétés lui rapportent annuellement 40 000 livres (1 200 000 € de 2020), ce qui constitue un des plus gros revenu de la Capesterre.
Cette même année, il obtient des terres sur la presqu'île de la Caravelle, dont il a chassé les derniers Caraïbes, où il achète la sucrerie Gaillard (qui deviendra l'Habitation Duferret) sur les hauteurs sud-ouest de la commune de Trinité. Puis, entre 1677 et 1701, il achète les habitations sucrières Desmarinières au sud de Trinité, Spoutourne  au centre de la presqu'île de la Caravelle, la Camille, Grands Fonds Galion, Galion au sud de Trinité, Pointe Marcussy et Blin. 
Un inventaire de l'Habitation de La Caravelle (futur Château Dubuc), réalisé en 1678 par son supérieur le capitaine Lescaude de Saint-Taurin, précise que Monsieur du Buc y possède : « 8 nègres masles tant bons que mauvais, âgés de 7 ans, 20 ans jusqu’à 50 ans ; 6 négresses aussi de différent âge ; 3 négrillons depuis 2 ans jusqu’à 8 ans ».

### La carrière militaire après 1688
Sa carrière rebondit après la Glorieuse Révolution anglaise de 1688, qui déclenche une guerre franco-anglaise aux Antilles. Fait lieutenant de milice en 1689, puis capitaine en 1691, et enfin colonel en 1708, on le retrouve dans les combats de 1691 et 1692 contre les Anglais, dans plusieurs îles des Antilles, dont Saint-Domingue, aux côtés du gouverneur Begon.

### Réanobli en 1702
Il sera réanobli le 6 mars 1702 par le Conseil Souverain de La Martinique, ses Lettres de Noblesse étant enregistrées le 21 juillet 1701 par le Parlement de Paris, et le 23 août 1701 par la Chambre des Comptes. Plus tard, après des procès avec leurs cousins du Buc de Normandie, ses descendants sont autorisés devant Maître Baudoin, notaire à Mantes-La-Jolie, le 1er juillet 1780 et par lettres patentes signées du Roi du 31 mai 1782 à relever le blason des du Buc de Normandie maintenus de noblesse en 1666 : les du Buc de la Martinique, étant cadets, porteront « d'argent à la bande d'azur » et les du Buc de Normandie, étant aînés, porteront « d'or à la bande d'azur ». Les du Buc de la Martinique apporteront les preuves de noblesse reçues par d'Hozier, généalogiste du Roi, pour les écoles royales militaires en 1777. La confirmation de noblesse immémoriale des descendants de Pierre du Buc est déclarée solennellement en 1769 grâce à Monsieur le duc de Choiseul, Secrétaire d'État aux Affaires Étrangères, puis enregistrée par le Parlement de Paris le 23 janvier 1770, toutes ces démarches étant aménagées par le Maréchal de Broglie.

### Décès et inhumation en 1708
Il meurt à La Trinité (Martinique) à 68 ans en 1708. Il serait inhumé dans l'église de La Trinité, puisqu'il créa cette ville en chassant les Caraïbes.
Les Du Buc, depuis l’installation de Pierre du Buc en 1661 à la Capesterre, ont été planteurs et maîtres d’Habitation autour de La Trinité et sur la presqu’île de La Caravelle à la Martinique pendant trois siècles. En 1764, le gouverneur de la Martinique, François Louis de Salignac, marquis de Fénelon, s'écriera en rentrant d’une inspection au quartier de La Trinité : « Ici tout est Dubuc ! ».

### La dynastie des chevaliers du Buc
Pierre du Buc s'est marié en 1671 à la veuve Renée Blondeau du Clos dont il eut deux enfants : Jean IX du Buc de L'Étang né en 1672, écuyer, chevalier de Saint-Louis en 1706, lieutenant-colonel, héros de plusieurs batailles contre les anglais dans les années 1703, à la tête de 500 hommes, et chef du Gaoulé ; et Balthazard du Buc de Bellefonds né en 1675, agriculteur-planteur, producteur de cacao-café-tabac, esclavagiste, négociant triangulaire, officier de Milice. Son petit-fils, et fils aîné de Balthazar, Louis du Buc du Galion, né en 1695, sera le constructeur en 1725 de la maison du maître de l'habitation « La Caravelle », dit le « Château Dubuc », dont les ruines se visitent aujourd'hui (troisième site le plus visité de la Martinique).
Pierre du Buc s'est marié en secondes noces, en 1687, à Françoise Thérèse Gombault, de laquelle il aura trois enfants supplémentaires : deux filles et un fils Baudouin, maître d'habitation Le Pain de Sucre à La Chapelle-Sainte-Croix près de Saint-Pierre, capitaine de milice.

### Une noblesse achetée
D'origine roturière, la famille Dubuc (et plus précisément Pierre Dubuc) achète, des lettres patentes d'anoblissement en 1701 qui furent annulées par un édit de 1715. Par la suite, des descendants de Pierre Dubuc ont sollicité et obtenu des lettres d'exception de noblesse en 1769. Désireux de faire remonter plus loin leur origine nobiliaire, les Dubuc se font rattacher, en 1781 et devant notaire, aux origines de Jean-François-Robert Dubuc-Richard (seul héritier des Dubuc de Normandie) dont ils ont découvert l'existence grâce à un renseignement du Maréchal de Broglie. Malgré le désaccord du généalogiste Bernard Chérin, les lettres patentes du 31 mai 1782 autorisent la famille Dubuc de Martinique à prendre les armes de la famille Dubuc de Normandie.